# الأمن الغذائي للسكان الأصليين في كندا
صرح مؤتمر القمة العالمي للأغذية لعام 1996 أن «الأمن الغذائي سيتحقق عندما يكون لجميع الناس، في جميع الأوقات، إمكانيات حسية ومادية للوصول إلى أغذية مغذية وآمنة وكافية لتلبية احتياجاتهم وتفضيلاتهم الغذائية لحياة أكثر صحة ونشاطًا» بالنسبة للكثير من السكان المجتمعات المحلية في كندا، هناك قضية واحدة لها أكثر من جانب من جوانب الأمن الغذائي. هناك العديد من العوامل التي تؤثر علي الأمن الغذائي مثل الموقع، ومستوي الدخل، والمناخ.

## العوامل الاقتصادية والاجتماعية ومعدلات الانتشار
السكان الأصليون أكثر عرضة لانعدام الأمن الغذائي. حيث تبلغ احتمالية تعرضهم لخطر انعدام الأمن الغذائي ضعف احتمالية تعرض بقية السكان.
ويرتبط انعدام الأمن الغذائي ارتباطًا مباشرًا بالتواجد في أسرة منخفضة الدخل. والذي يعاني منه السكان الأصليون مقارنة بغيرهم. وحيث أنه لا يوجد برامج في كندا للتشجيع على تناول الغذاء الصحي فإن هذا يؤدي إلى تناول السكان الأصليين للأطعمة المعلبة، والذي يمكن أن تؤدي لمضاعفات صحية خطيرة.
وأصبحت الأغذية التي يتم شراؤها من محلات البقالة أكثر أهمية بالنسبة لجميع الناس، وبالأخص للمجتمعات النائية للسكان الأصليين. حيث تمثل أسعار الغذاء في محلات البقالة نقطة محورية في انعدام الأمن الغذائي في مجتمعات السكان الأصليين.وفي أحد المجتمعات المحلية، أجمعت الآراء على ارتفاع أسعار الأغذية المطروحة في أسواق المجتمع الشمالي، وأن هناك حاجة إلى سياسات تنفذها الحكومات تساعد علي خفض تكلفة الأغذية في الأماكن النائية.
ويتنشر انعدام الأمن الغذائي بنسبة كبيرة في الأسر التي تعيش ف الاسكيمو، حيث تعاني 80% من الأسر من انعدام الأمن الغذائي.
وتمثل التكلفة المرتفعة للغذاء لأسر الأنويت مصدرًا كبيرًا للقلق. ففي دراسة أُجريت تبين أن تكلفة سلة من الأغذية لأسرة مكونة من أربعة أفراد في إجلووليك كانت $551 بينما تتكلف نفس الكمية من الغذاء $238. 4
لأسرة في مونتريال.

## توافر الغذاء والوصول إليه
ويوجد العديد من العوامل التي تؤثر علي توافر الخيارات الغذائية وإمكانية الوصول إليها. حيث يعد توافر الأغذية وإمكانية الوصول إليها أهم جوانب الأمن الغذائي. وقد يتأثر الأمن الغذائي للسكان الأصليين سلبًا بفقدان ممارسات الصيد التقليدية. ويمكن أن ينخفض الإمداد الغذائي المعتمد على صيد الحيوانات والأسماك بسبب الوصول إلى البرية وأراضي الصيد. وتعتبر تكلفة الغذاء أيضًا عاملًا حاسمًا في توافر الأغذية. وربما تكون التكلفة المرتفعة للغذاء مسألة خطيرة بالنسبة للأسر ذات الدخل المنخفض. وأُجريت دائرة حوار للحصول علي معلومات مباشرة من مجتمعات السكان الأصليين عن إمكانية الحصول علي الغذاء الصحي في المجتمعات المحلية الصغيرة في شمال مقاطعة أونتاريو وتعطي صوره أوضح عن حقيقة ما يمر به السكان الأصليون من أجل الحصول علي الغذاء.وخلصت الدائرة إلى أن هناك انفصالًا عن الممارسات الغذائية التقليدية والمجتمع الأصغر سنًا الذي يلزم الإقرار به. وذكر أن الغذاء الذي يتناوله المجتمع الآن يسبب سوء الصحة البدنية والعقلية. ومن العوائق الأخرى التي تحول دون الحصول علي نظام غذائي ثابت من الأغذية التقليدية والتي تشمل تكاليف معدات الصيد، ووسائل النقل، والافتقار إلى الصيادين المطلعين ليست سوي بعض الأسباب التي تبين أن استهلاك الأغذية التقليدية صعبًا. ويؤثر استخدام الأراضي باستخدام تقنيات غير تقليدية -مثل تلك الموجودة في التعدين وقطع الأشجار- علي توافر المصادر الغذائية المناسبة. وكان الاهتمام الرئيسي للمجتمع هو فقدان المعرفة بالممارسات الغذائية التقليدية بين الأجيال. ولا يتعلم الافراد الأصغر سنًا في المجتمع المحلي الصيد أو صيد الأسماك أو جمع وإعداد الأطعمة التقليدية التي تناولها أسلافهم والتي تشكل جزءًا لا يتجزأ من مجتمع قوي وصحي وتؤدي زيادة التنمية أيضًا إلى تغيير أنماط الهجرة الحيوانية فضلًا عن انخفاض عدد الثروة الحيوانية، سيؤثر ذلك مرة أخرى علي كميه الأغذية البرية التي يمكن الحصول عليها من خلال الطرق التقليدية.ولموقع السكان الأصليين تأثيرًا كبيرًا علي انتشار انعدام الأمن الغذائي تحديدًا في ذلك الموقع. حيث تكون مجتمعات السكان الأصليين في الشمال الشمالية أكثر حرمانًا من التي تقع بالقرب من المراكز الحضرية.ويرتفع سعر الغذاء في السوق في المجتمعات النائية بسبب تكاليف النقل. وتجدر الإشارة أيضًا إلى أن بعض مجتمعات الإسكيمو أكثر حرمانًا من غيرها لأن التغيرات المناخية التي تؤثر علي الصيد وصيد الأسماك لم تُسجل إلا في مجتمعات معينة.